# V396 Persei
V396 Persei eller HD 21699,  är en ensam stjärna belägen i den norra delen av stjärnbilden Perseus. Den har en högsta skenbar magnitud av ca 5,45 och är svagt synlig för blotta ögat där ljusföroreningar ej förekommer. Baserat på parallax enligt Gaia Data Release 3 på ca 5,64 mas, beräknas den befinna sig på ett avstånd på ca 580 ljusår (177 parsek) från solen. Den rör sig bort från solen med en heliocentrisk radialhastighet på ca 2,6 km/s. Stjärnan ingår i den öppna stjärnhopen Alfa Persei.

## Egenskaper
V396 Persei är en orange till blå jättestjärna av spektralklass B8 III. Den har en massa som är ca 6,5 solmassor, en radie på ca 3,6 solradier och utsänder från dess fotosfär energi motsvarande ca 708 gånger solen vid en effektiv temperatur av ca 16 000 K. År 1967 noterade Robert Garrison att U-B-färgen hos HD 21699 är betydligt blåare (mer negativ) än vad den spektraltyp som tilldelats den (B8 III) skulle ange. En sådan avvikelse antyder att stjärnan är heliumsvag. Stjärnans heliumsvaga natur bekräftades av William Morgan et al. 1971. HD 21699 har också en ökad förekomst av kisel.

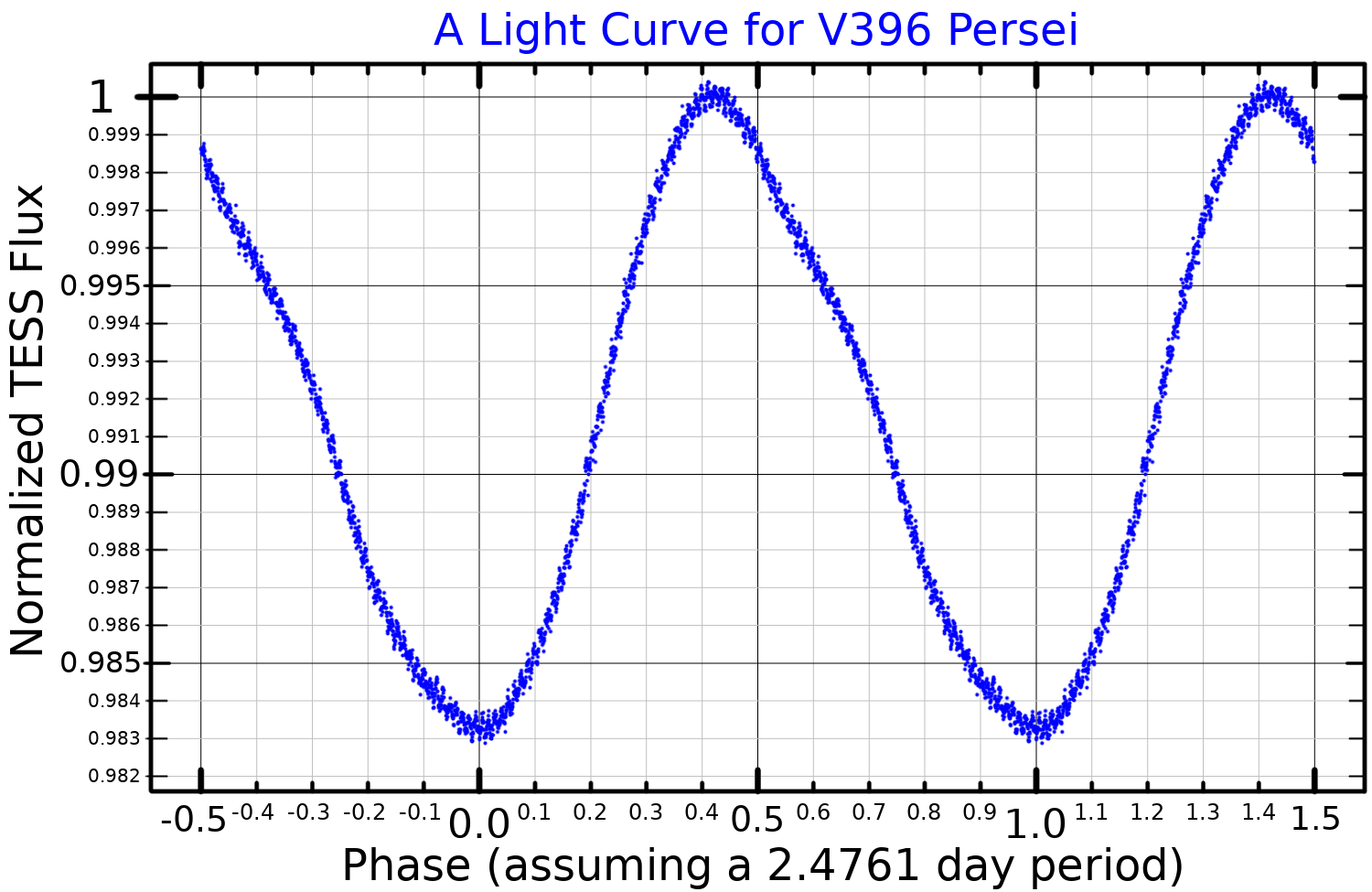
Ljuskurva för V396 Persei anpassad från TESS-data.)

John Winzer observerade HD 21699 under 1971 - 1972 och upptäckte att den är en variabel stjärna. Han fann att den varierade med 0,03, 0,04 och 0,05 magnituder i det synliga, blå respektive ultravioletta fotometriska bandet. Även om han fann att ljusstyrkan varierade periodiskt kunde han inte entydigt tilldela den en period. Det var den första heliumsvaga stjärnan som visade sig variera i ljusstyrka periodiskt. År 1974 fick HD 21699 beteckningen V396 Persei och 1985 fastställde John Percy att stjärnans variabilitetsperiod är 2,49246 ± 0,00035 dygn.

## Magnetfält
År 1980 drog Werner Weiss slutsatsen att HD 21699 har ett magnetfält, baserat på ett heuristiskt förhållande mellan fotometriska färger och en stjärnas ytmagnetfält. År 1984 tillkännagav Douglas Brown et al. att ett magnetfält med en styrka på cirka en kilogauss hade upptäckts genom observationer av Zeeman-uppdelning av spektrallinjer.Samma år meddelade Brown et al. att International Ultraviolet Explorer-data gav bevis på att en stjärnvind strömmade från HD 21699, som begränsades till att strömma från regionen för stjärnans magnetiska poler. Denna "plym" av gas sveper över siktlinjen för en observatör på jorden, när stjärnan roterar.
År 2007 undersökte Yu. V. Glagolevskij och G. A. Chuntonov de omfattande data som hade samlats in för HD 21699 och drog slutsatsen att stjärnan har ett mycket märkligt magnetfält. I deras modell är fältet en dipol, men den är förskjuten med 0,4 ± 0,1 stjärnradier från stjärnans centrum. Om dipolen var centrerad i stjärnan skulle man förvänta sig att de magnetiska polerna på ytan skulle vara åtskilda med 180° på en storcirkel som innehöll båda polerna. Men eftersom dipolen är förskjuten från stjärnans centrum är polerna bara åtskilda med 55°. Dessutom ligger de två magnetiska polerna nästan exakt på stjärnans ekvator. Deras uppskattning av fältets styrka är 21,8 ± 0,2 kilogauss vid polerna.